# 防府市
防府市（日语：／ Hōfu shi */?）是日本山口縣中南部的市，位於中国地方西部。轄區主要位於佐波川河口周邊的平原上。
過去曾經是製鹽的產地，現在則是以馬自達和普利司通等汽車相關產業為主。

## 歷史
自奈良時代開始，因為周防國國府及國分寺設於此，因此此地區便以周防的中心城市開始發展。

### 年表
- 1889年4月1日：實施町村制，現在的轄區在當時分屬：
  - 佐波郡：佐波村、三田尻村、牟禮村、中關村、華城村、西浦村、右田村、富海村、小野村。
  - 吉敷郡：大道村。
- 1902年1月1日：佐波村和三田尻村合併為防府町。[3]
- 1926年11月1日：中關村改制為中關町。
- 1936年8月25日：防府町、中關町、華城村、牟禮村合併為為防府市。[4]
- 1939年11月3日：西浦村被併入防府市。
- 1951年4月1日：右田村被併入防府市。
- 1954年4月1日：富海村被併入防府市。
- 1955年4月10日：佐波郡小野村和吉敷郡大道村被併入防府市。

### 變遷表
| 1889年4月1日   | 1889年 - 1926年      | 1926年 - 1954年          | 1955年 - 1989年          | 1989年 - 現在 | 現在   |
| -------------- | -------------------- | ------------------------ | ------------------------ | ------------- | ------ |
| 佐波郡三田尻村 | 1902年1月1日 防府町  | 1936年8月25日 防府市     | 防府市                   | 防府市        | 防府市 |
| 佐波郡佐波村   | 1902年1月1日 防府町  | 1936年8月25日 防府市     | 防府市                   | 防府市        | 防府市 |
| 佐波郡中關村   | 1926年11月1日 中關町 | 1936年8月25日 防府市     | 防府市                   | 防府市        | 防府市 |
| 佐波郡華城村   |                      | 1936年8月25日 防府市     | 防府市                   | 防府市        | 防府市 |
| 佐波郡牟禮村   |                      | 1936年8月25日 防府市     | 防府市                   | 防府市        | 防府市 |
| 佐波郡西浦村   | 佐波郡西浦村         | 1939年11月3日 併入防府市 | 防府市                   | 防府市        | 防府市 |
| 佐波郡右田村   | 佐波郡右田村         | 1951年4月1日 併入防府市  | 防府市                   | 防府市        | 防府市 |
| 佐波郡富海村   | 佐波郡富海村         | 1954年4月1日 併入防府市  | 防府市                   | 防府市        | 防府市 |
| 佐波郡小野村   | 佐波郡小野村         | 佐波郡小野村             | 1955年4月10日 併入防府市 | 防府市        | 防府市 |
| 吉敷郡大道村   |                      |                          | 1955年4月10日 併入防府市 | 防府市        | 防府市 |

## 主要企業
- 馬自達（汽車製造）
- 協和醱酵（藥品製造）

## 交通

### 鐵路
- 西日本旅客鐵道
  - 山陽本線：富海車站 - 防府車站 - 大道車站

### 道路
高速道路
- 山陽自動車道：富海休息區 - 防府東交流道 - 防府西交流道 - 佐波川服務區

### 港口
- 三田尻中關港：為馬自達防府工廠輸出所生產之汽車的中心。

## 觀光
- 防府天滿宮
- 周防國分寺

## 教育

### 大學
- 山口短期大學

### 高等學校
- 山口縣立防府高等學校
- 山口縣立防府西高等學校
- 山口縣立防府商業高等學校
- 高川学園高等學校
- 誠英高等學校

## 姊妹、友好都市

### 日本
- 安藝高田市（廣島縣）：於1971年7月16日與吉田町締結為姊妹都市，吉田町於2004年3月1日合併為安藝高田市。[5]

### 海外
- 春川市（大韓民國江原道）：於1991年10月29日締結為姊妹都市
- 門羅（美國密西根州門羅縣）：於1993年5月29日締結為姊妹都市

## 本地出身之名人
- 有馬三惠子：作詞家
- 伊集院靜：作家
- 伊藤健太郎 ：田徑選手
- 今川正彥：前京都市市長
- 岩見隆夫：前毎日新聞論説委員
- 岡野泰也：作曲家
- 河村聖子：排球選手
- 高樹信子：作家
- 高木豐：職業棒球選手
- 種田山頭火：俳人
- tororo：遊戲製作公司CIRCUS代表取締役會長
- 德富斌：排球選手
- 那須正幹：兒童文學作家
- 前田吟：俳優
- 御園生崇男：職業棒球選手
- 吉井光照：前日本眾議院議員

## 外部連結
- （日語） 防府市觀光協會
- OpenStreetMap上有關防府市的地理